# 11260 Camargo
11260 Camargo è un asteroide della fascia principale. Scoperto nel 1978, presenta un'orbita caratterizzata da un semiasse maggiore pari a 2,3408865 UA e da un'eccentricità di 0,0810214, inclinata di 1,28343° rispetto all'eclittica.